# 1. Bundesliga 1979-80
La Fußball-Bundesliga 1979/80 fue la 17.ª temporada de la Bundesliga, liga de fútbol de primer nivel de Alemania Federal. Comenzó el 11 de agosto de 1979 y finalizó el 31 de mayo de 1980.

## Equipos participantes
| Equipo                   | Ciudad             | Estadio                          | Capacidad |
| ------------------------ | ------------------ | -------------------------------- | --------- |
| TSV 1860 Múnich          | Múnich             | Stadion an der Grünwalder Straße | 31.509    |
| Bayer Leverkusen         | Leverkusen         | Ulrich-Haberland-Stadion         | 20.000    |
| Bayern de Múnich         | Múnich             | Olympiastadion Múnich            | 80.000    |
| VfL Bochum               | Bochum             | Ruhrstadion                      | 40.000    |
| Borussia Dortmund        | Dortmund           | Westfalenstadion                 | 54.000    |
| Borussia Mönchengladbach | Mönchengladbach    | Bökelbergstadion                 | 34.500    |
| FC Colonia               | Colonia            | Müngersdorf Stadion              | 61.000    |
| MSV Duisburgo            | Duisburgo          | Wedaustadion                     | 38.500    |
| Eintracht Braunschweig   | Brunswick          | Eintracht-Stadion                | 38.000    |
| Eintracht Frankfurt      | Frankfurt del Main | Waldstadion                      | 62.000    |
| Fortuna Düsseldorf       | Düsseldorf         | Rheinstadion                     | 59.600    |
| Hamburgo SV              | Hamburgo           | Volksparkstadion                 | 80.000    |
| Hertha Berlín            | Berlín             | Olympiastadion Berlín            | 100.000   |
| 1. FC Kaiserslautern     | Kaiserslautern     | Stadion Betzenberg               | 42.000    |
| FC Schalke 04            | Gelsenkirchen      | Parkstadion                      | 70.000    |
| VfB Stuttgart            | Stuttgart          | Neckarstadion                    | 72.000    |
| SC Bayer 05 Uerdingen    | Krefeld            | Grotenburg-Kampfbahn             | 28.000    |
| Werder Bremen            | Bremen             | Weserstadion                     | 32.000    |

### Relevos
| Pos  | Descendidos de 1. Bundesliga |
| ---- | ---------------------------- |
| 16.º | Arminia Bielefeld            |
| 17.º | 1. FC Núremberg              |
| 18.º | SV Darmstadt 98              |

| Pos       | Ascendidos de 2. Bundesliga |
| --------- | --------------------------- |
| 1.º Norte | Bayer Leverkusen            |
| 1.º Sur   | TSV 1860 Múnich             |
| 2.º Norte | KFC Uerdingen 05            |

## Clasificación
| Pos. | Equipo                     | Pts. | PJ | G  | E  | P  | GF | GC | Dif. | Clasificación                                |
| ---- | -------------------------- | ---- | -- | -- | -- | -- | -- | -- | ---- | -------------------------------------------- |
| 1    | Bayern de Múnich (C)       | 50   | 34 | 22 | 6  | 6  | 84 | 33 | +51  | Clasificado a la Copa de Campeones de Europa |
| 2    | Hamburgo SV                | 48   | 34 | 20 | 8  | 6  | 86 | 35 | +51  | Clasificado a la Copa de la UEFA             |
| 3    | VfB Stuttgart              | 41   | 34 | 17 | 7  | 10 | 75 | 53 | +22  | Clasificado a la Copa de la UEFA             |
| 4    | 1. FC Kaiserslautern       | 41   | 34 | 18 | 5  | 11 | 75 | 53 | +22  | Clasificado a la Copa de la UEFA             |
| 5    | FC Colonia                 | 37   | 34 | 14 | 9  | 11 | 72 | 55 | +17  | Clasificado a la Copa de la UEFA             |
| 6    | Borussia Dortmund          | 36   | 34 | 14 | 8  | 12 | 64 | 56 | +8   |                                              |
| 7    | Borussia Mönchengladbach   | 36   | 34 | 12 | 12 | 10 | 61 | 60 | +1   |                                              |
| 8    | FC Schalke 04              | 33   | 34 | 12 | 9  | 13 | 40 | 51 | −11  |                                              |
| 9    | Eintracht Frankfurt        | 32   | 34 | 15 | 2  | 17 | 65 | 61 | +4   | Clasificado a la Copa de la UEFA             |
| 10   | VfL Bochum                 | 32   | 34 | 13 | 6  | 15 | 41 | 44 | −3   |                                              |
| 11   | Fortuna Düsseldorf         | 32   | 34 | 13 | 6  | 15 | 62 | 72 | −10  | Clasificado a la Recopa de Europa            |
| 12   | Bayer Leverkusen           | 32   | 34 | 12 | 8  | 14 | 45 | 61 | −16  |                                              |
| 13   | TSV 1860 Múnich            | 30   | 34 | 10 | 10 | 14 | 42 | 53 | −11  |                                              |
| 14   | MSV Duisburgo              | 29   | 34 | 11 | 7  | 16 | 43 | 57 | −14  |                                              |
| 15   | KFC Uerdingen 05           | 29   | 34 | 12 | 5  | 17 | 43 | 61 | −18  |                                              |
| 16   | Hertha Berlín (D)          | 29   | 34 | 11 | 7  | 16 | 41 | 61 | −20  | Descenso a la 2. Bundesliga                  |
| 17   | Werder Bremen (D)          | 25   | 34 | 11 | 3  | 20 | 52 | 93 | −41  | Descenso a la 2. Bundesliga                  |
| 18   | Eintracht Braunschweig (D) | 20   | 34 | 6  | 8  | 20 | 32 | 64 | −32  | Descenso a la 2. Bundesliga                  |

 Fuente: BDFutbol
Notas:
1. ↑  El Eintracht Frankfurt clasificó a la Copa de la UEFA 1980-81 como campeón defensor.

| Bandera de Alemania             |
| Campeón Bayern Múnich 6° título |

## Resultados
| Local \ Visitante        | MUN | BAL | BAY | BOC | BOD | BOM | COL | DUI | EBR | EFR | FOR | HAM | HER | KAI | SCH | STU | UER | WER |
| ------------------------ | --- | --- | --- | --- | --- | --- | --- | --- | --- | --- | --- | --- | --- | --- | --- | --- | --- | --- |
| TSV 1860 Múnich          | —   | 2–2 | 1–2 | 1–0 | 0–2 | 0–0 | 1–1 | 2–1 | 2–1 | 2–0 | 2–0 | 0–2 | 0–1 | 3–2 | 3–0 | 1–1 | 4–0 | 4–1 |
| Bayer Leverkusen         | 1–0 | —   | 1–0 | 3–1 | 2–1 | 0–0 | 1–1 | 2–2 | 2–1 | 3–1 | 0–0 | 2–1 | 2–1 | 3–1 | 2–0 | 1–3 | 1–1 | 4–0 |
| Bayern de Múnich         | 6–1 | 3–1 | —   | 3–0 | 4–2 | 3–1 | 1–2 | 3–1 | 2–0 | 2–1 | 6–0 | 1–1 | 1–1 | 2–0 | 3–1 | 4–0 | 3–0 | 7–0 |
| VfL Bochum               | 2–0 | 4–2 | 0–1 | —   | 2–2 | 0–0 | 2–0 | 3–0 | 1–0 | 2–1 | 0–0 | 0–3 | 2–1 | 0–0 | 0–0 | 0–1 | 1–0 | 5–2 |
| Borussia Dortmund        | 0–0 | 2–1 | 1–0 | 2–2 | —   | 1–1 | 3–1 | 3–1 | 0–1 | 2–0 | 5–3 | 2–2 | 4–1 | 6–2 | 2–1 | 2–4 | 3–1 | 5–0 |
| Borussia Mönchengladbach | 1–1 | 4–2 | 2–1 | 3–2 | 2–2 | —   | 2–2 | 6–0 | 4–1 | 1–1 | 2–1 | 2–2 | 4–1 | 0–3 | 1–1 | 1–1 | 3–2 | 2–1 |
| FC Colonia               | 2–1 | 4–0 | 2–4 | 2–1 | 4–1 | 4–4 | —   | 2–3 | 2–2 | 8–0 | 1–1 | 2–3 | 2–2 | 2–0 | 3–1 | 2–2 | 1–0 | 4–1 |
| MSV Duisburgo            | 1–0 | 5–0 | 1–2 | 0–1 | 1–0 | 3–0 | 0–2 | —   | 1–0 | 0–0 | 0–2 | 3–0 | 2–2 | 1–1 | 1–2 | 1–1 | 2–2 | 4–1 |
| Eintracht Braunschweig   | 1–1 | 3–0 | 3–2 | 0–1 | 0–1 | 5–2 | 3–0 | 6–0 | —   | 7–2 | 1–2 | 3–2 | 0–4 | 3–5 | 3–2 | 2–0 | 2–0 | 3–2 |
| Eintracht Frankfurt      | 0–0 | 3–1 | 1–1 | 3–0 | 1–0 | 0–3 | 2–1 | 2–0 | 2–3 | —   | 2–3 | 1–1 | 3–1 | 0–1 | 1–1 | 0–2 | 1–1 | 1–2 |
| Fortuna Düsseldorf       | 4–0 | 1–1 | 0–3 | 1–4 | 2–1 | 1–4 | 3–6 | 1–0 | 1–3 | 3–2 | —   | 1–1 | 4–0 | 6–1 | 4–1 | 6–2 | 3–1 | 4–1 |
| Hamburgo SV              | 6–1 | 3–0 | 3–1 | 3–1 | 4–0 | 3–0 | 3–0 | 1–2 | 5–0 | 2–0 | 1–0 | —   | 5–1 | 1–0 | 4–0 | 3–2 | 2–2 | 5–0 |
| Hertha Berlín            | 1–1 | 3–0 | 1–1 | 1–0 | 3–2 | 3–1 | 1–0 | 0–1 | 1–0 | 0–0 | 3–0 | 0–6 | —   | 0–2 | 0–2 | 4–2 | 3–0 | 0–0 |
| 1. FC Kaiserslautern     | 3–1 | 4–0 | 1–1 | 4–1 | 2–2 | 4–2 | 2–0 | 4–2 | 0–1 | 2–0 | 4–0 | 4–2 | 4–0 | —   | 2–2 | 2–1 | 4–0 | 3–1 |
| FC Schalke 04            | 3–0 | 0–2 | 1–1 | 1–0 | 2–2 | 1–0 | 1–1 | 1–2 | 1–0 | 1–0 | 2–2 | 1–0 | 1–0 | 2–1 | —   | 0–4 | 1–2 | 3–0 |
| VfB Stuttgart            | 1–1 | 3–2 | 1–3 | 1–3 | 1–2 | 4–0 | 3–0 | 2–0 | 4–2 | 2–0 | 5–1 | 2–2 | 5–0 | 3–1 | 0–0 | —   | 2–0 | 5–1 |
| KFC Uerdingen 05         | 1–0 | 2–0 | 1–3 | 1–0 | 3–0 | 0–1 | 1–3 | 1–1 | 3–2 | 2–1 | 3–1 | 0–3 | 3–1 | 3–2 | 1–4 | 4–2 | —   | 2–0 |
| Werder Bremen            | 4–6 | 1–1 | 1–4 | 2–0 | 2–1 | 4–2 | 0–5 | 2–1 | 4–3 | 4–0 | 4–1 | 1–1 | 1–0 | 2–4 | 4–0 | 2–3 | 1–0 | —   |

## Goleadores
26 goles
- Karl-Heinz Rummenigge (FC Bayern Múnich)

21 goles
- Horst Hrubesch (Hamburgo SV)
- Dieter Müller (FC Colonia)

20 goles
- Manfred Burgsmüller (Borussia Dortmund)
- Harald Nickel (Borussia Mönchengladbach)

17 goles
- Reiner Geye (1. FC Kaiserslautern)

16 goles
- Klaus Allofs (Fortuna Düsseldorf)
- Dieter Hoeneß (FC Bayern Múnich)

14 goles
- Hansi Müller (VfB Stuttgart)
- Friedhelm Funkel (Bayer Uerdingen)